# علياء حميد القاسمي
الشيخة علياء حميد القاسمي هي جراحة إماراتية متخصصة في أمراض النساء والتجميل والجراحة الترميمية. وهي أول إماراتية تصبح عضوًا بارزًا في الجمعية الأوروبية للجراحة التجميلية، ومنذ ذلك الحين عملت في لجنتها العلمية. عملت قاسمي دولياً لجلب التطورات في مجالها إلى دولة الإمارات العربية المتحدة، وحصلت على جائزة أفضل امرأة ملهمة في حفل توزيع جوائز المرأة العربية في عام 2016.

## المسار المهني
عندما كانت طفلة، عانت علياء القاسمي من الربو. تابعت دراستها في أمراض النساء، حيث أصبحت أول جراح إماراتي يحصل على عضوية عليا في الجمعية الأوروبية للجراحة التجميلية. وقالت إن جزءًا من دورها كان السفر في أوروبا لتعلم تقنيات جديدة، ثم إعادتهم إلى الإمارات العربية المتحدة لتعليم الآخرين هناك. كجزء من هذا العمل التعاوني الخارجي، حضرت الكلية الملكية للجراحين في إيرلندا في حرمها في دبي، وتخرجت في عام 2008 بدرجة الماجستير في إدارة الرعاية الصحية. كانت قاسمي أيضًا جزءًا من برنامج تبادل القيادات النسائية، وهو جهد بين حكومة الإمارات العربية المتحدة وجامعة لوند في السويد لتبادل المعرفة، وتخرجت منها عام 2013. 
تعمل علياء القاسمي كمنصب عضو مجلس إدارة المنظمة غير الحكومية «نساء من أجل النمو المستدام»، والتي تسعى إلى توسيع تبادل المعرفة بين الشرق الأوسط والدول الاسكندنافية لصالح النساء. وهي تعمل كرئيس تنفيذي لقطاع الرعاية الاجتماعية والتنمية في حكومة دبي، وتقود فريقين مهمين في إستراتيجية دبي للإعاقة لعام 2020 كجزء من دورها كخبير موضوع في هيئة تنمية المجتمع.  في عام 2017 تم تعيينها في اللجنة العلمية للمؤتمر العالمي للجمعية الأوروبية لجراحة التجميل في مدريد، إسبانيا. 

## الجوائز
في عام 2016، حصلت على جائزة أفضل امرأة ملهمة في حفل توزيع جوائز المرأة العربية. قالت إن هذه الجوائز ستلهمها لمواصلة عملها، مضيفة على كلامها «لقد قدمت لنا دولة الإمارات العربية المتحدة المساعدة والدعم والتي تزيد من تصميمنا على أن نكون سفرائها وتلهم الأجيال في المستقبل.» وفي العام التالي، فازت في جائزة المرأة القيادية في المؤتمر العالمي للقيادات النسائية في فئة التميز في تنمية المجتمع، في المناسبة التاسعة عشرة للمؤتمر في دبي. 

## الحياة الشخصية
متزوجة ولديها خمسة أطفال.